# 冰天血地
《冰天血地》（英語：Whiteout）是2009年剧情片，是凯特贝琴萨主演，演多国在南极设置研究站，往来靠飞机于暴风雪未来时飞行，但极地气候恶烈，又发生凶杀案，凯演刑警查此命案的真凶种种事。